# Gasthaus Goldener Löwe
Das ehemalige Gasthaus Goldener Löwe ist ein zweigeschossiger giebelständiger gelb verputzter Satteldachbau in der Hauptstraße 2 der Stadt Merkendorf im Fränkischen Seenland (Mittelfranken) und steht unter Denkmalschutz.

## Bau
Das Gebäude wurde Anfang des 19. Jahrhunderts erbaut und grenzt an die Stadtbefestigung Merkendorfs. Bis zum Jahr 2000 befand sich in ihm das Gasthaus Goldener Löwe. Nach dem Umbau wurde in den Räumlichkeiten der Verkaufsraum einer dort ansässigen Metzgerei eingerichtet, die Anfang 2013 geschlossen und Anfang 2014 wiedereröffnet wurde.